# Michelangelo (sång)
Michelangelo är en sång skriven av Bengt Palmers och Björn Skifs. Den framfördes av Björn Skifs i Melodifestivalen 1975 där den kom på femte plats.
Sången utgavs av Skifs på singelskiva (EMI 4E 006-35180) och LP-skivan Schiffz (EMI 062-34990).

## Tillkomst
Låten skrevs av Bengt Palmers och Björn Skifs. Bengt Palmers var arrangör, dirigent och musikproducent.
Sången handlar om att han vill måla av kvinnan han älskar men blir aldrig nöjd med sitt resultat och får då en idé att försöka ringa målaren Michelangelo för att få reda på hur han gjorde när han målade sina tavlor.
I låttexten görs hänvisningar till Mona Lisa, ett av da Vincis mest kända verk medan Michelangelo är mest känd för sina muralmålningar och skulpturer.

## Mottagande
Melodin låg på Svensktoppen i elva veckor under perioden 9 mars-18 maj 1975. De sju första veckorna låg den etta. På norska VG-listan låg den i fyra veckor 1975.
Den 7 mars 2010 meddelades att låten röstats fram till bästa melodifestivallåten genom tiderna på Svensktoppen .

## Andra framföranden
I Dansbandskampen 2009 framfördes låten av Mannerz.